# Mohamed Amin Bahadur Kan
Mohamed Amin Bahadur Kan, también conocido como Mohamed Amin-Jan (en uzbeko: Muhammad Aminxon; en ruso: Мухаммад Амин-хан; Jiva, 1817-Sarajs, 1855), es un kan de la dinastía uzbeka de Kungrat que reinó el kanato de Jiva en la región histórica de Jorasmia entre 1845 y 1855.

## Biografía

### Reinado
Mohamed Amin fue hijo de Alla Kuli Kan y ascendió al trono en 1845 tras la muerte de su hermano Rajim Kuli Kan (1842-1845). Como kan, intenta fortalecer el poder central y someter la constante rebelión de las tribus turcomanas, pero sin mucho éxito. Además en este tiempo dirige una docena de incursiones contra Merv y Jorasán; después de seis campañas conquistó la ciudadela de Merv y la fortaleza de Yolotén.
Durante el reinado de Mohamad Amin Kan, se mantuvieron relaciones diplomáticas con el Imperio ruso, el Imperio otomano, Irán y Afganistán.
Los jivanes dominaron a los kazajos en los últimos años, pero el dominio sobre el bajo Sir Daria le era disputado por los kanes de Kokand. Mientras los rusos también reclamaban la soberanía sobre los kazajos. En diciembre de 1846, emisarios del kan se dirigen a Oremburgo, ciudad fronteriza rusa, para dirigirse a la capital San Petersburgo, donde llegan en el 19 de marzo de 1847. Los dos enviados del kan plantean la cuestión del derribo del fuerte de Raim construido por los rusos cerca de la desembocadura del río Sir-Daria en el mar de Aral. El zar Nicolás I se opone de forma categórica y pequeñas escaramuzas tuvieron lugar en 1847-1848 entre los soldados rusos y los guerreros del kan. Habiendo sufrido reveses y agotado su fuerza de ataque, Mohammed Amin Kan decidió enviar un emisario a San Petersburgo nuevamente en 1850: Jodya Mejrem Allaberdi, pero las conversaciones quedaron en nada.

### Muerte
En 1855, Mohamed Amin dirigió una expedición al oasis de Serajs contra las tribus turcomanas tekké para conquistar el actual sur de Turkmenistán. Estos piden el apoyo del mirza (gobernador) persa de Mashhad, Feridun Mirza, quien envía desde la ciudadela de Derbent siete mil hombres y luego otros tres mil desde Jorasán con diez cañones. La batalla se convierte en la derrota del kan de Jiva. Sus seis cañones son tomados por los persas y las tropas son derrotadas. 
Mohamed Amin es sorprendido en su campamento por una división de hombres de Merv comandada por Mohamed Hossein, y el kan es hecho prisionero y luego decapitado. Se dice que Mohamed Amin fue enviado al sah de Persia, quien ordenó un entierro honorable.
Su hijo Abdalá lo sucedió, pero él también murió seis meses después en una lucha contra las tribus rebeldes. Kutlug Murad es el siguiente en subir al trono, pero experimenta el mismo destino. Finalmente Said Mohamed Kan (1856-1864) es quien asciende al trono.

## Influencia cultural

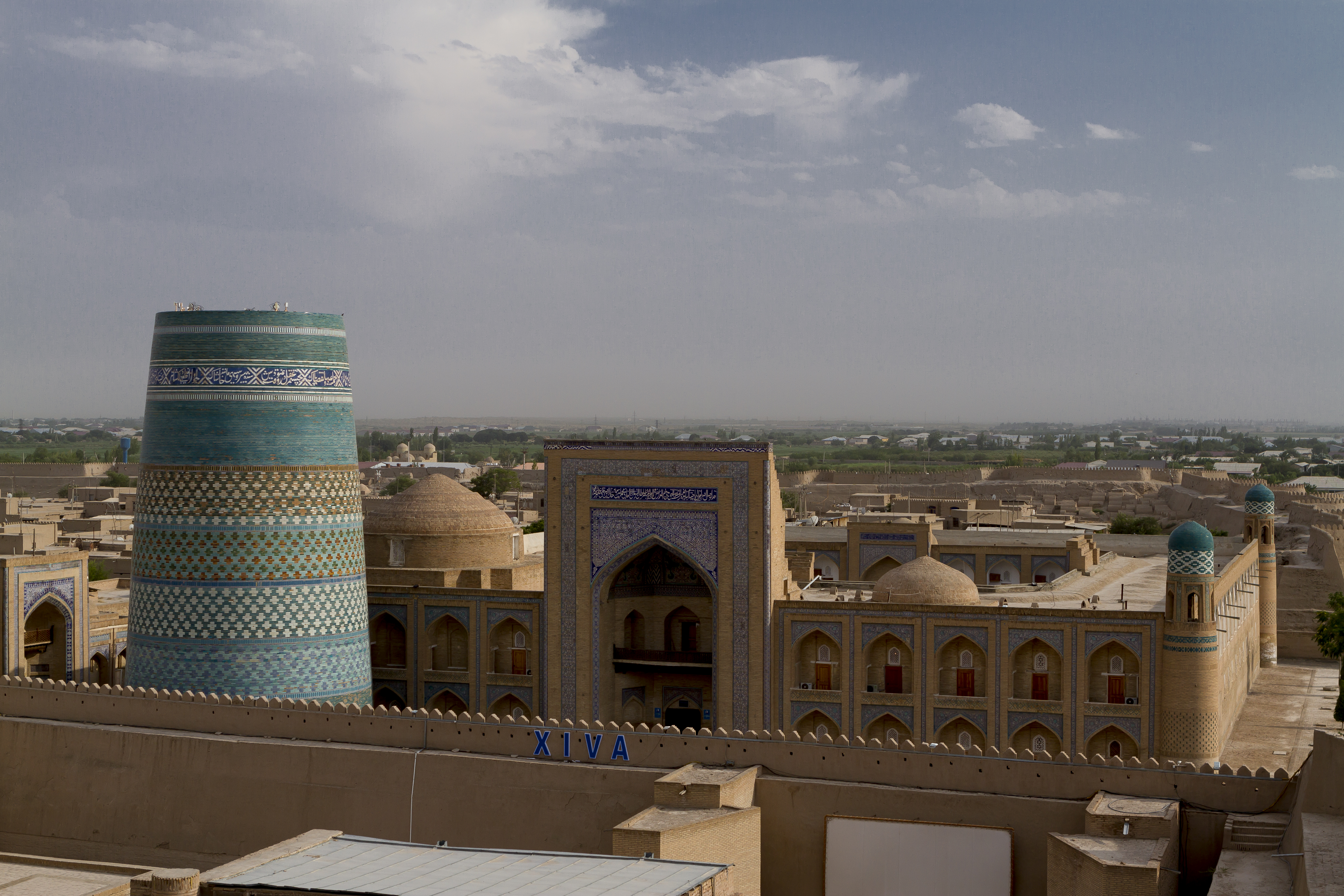
Madrasa de Mohamed Amin Kan en Jiva

Fue bajo el reinado de Mohamed Amin que se construyó en Jiva una de las madrasas más grandes y más ricamente decorada de la ciudad, la madrasa de Mohamed Amin Kan, podía acomodar hasta doscientos sesenta estudiantes. Se asignó una gran cantidad de tierra en diferentes partes del kanato para cubrir los costos de mantenimiento de la madraza, los estudiantes y los maestros.
El soberano también construyó el minarete de Kalta Menor, uno de los símbolos de la ciudad. Kalta Menor originalmente estaba destinado a ser el minarete más alto del mundo pero sin embargo, con la muerte de Mohammad Amin Kan, la construcción se detuvo sin terminar. Hoy en día, ambos monumentos pertenecen a la ciudad amurallada de Itchan Kala, Patrimonio de la Humanidad por la Unesco.
El cronista de la corte del kan, Agaji, relató los hechos de su reinado y la historia de Jorasmia.